# Calyptommatus nicterus
Calyptommatus nicterus är en ödleart som beskrevs av Rodrigues 1991. Calyptommatus nicterus ingår i släktet Calyptommatus och familjen Gymnophthalmidae. Inga underarter finns listade.
Arten förekommer i delstaten Bahia i Brasilien. Honor lägger ägg.